# 高森遺跡
高森遺跡（たかもりいせき）は、宮城県栗原市築館（旧栗原郡築館町）にある複合遺跡。かつては前期旧石器時代の遺跡として注目されたが、現在は当時代の遺構の存在は否定され、縄文時代から古代にかけての遺跡（埋蔵文化財包蔵地）として宮城県遺跡分布図に掲載されている。

## 概要
1985年（昭和60年）に発見され、石器文化談話会と東北歴史資料館によって1988年（昭和63年）から1992年（平成4年）にかけて発掘調査が実施された結果、前期旧石器時代、年代にすると約29万年前の地層（土層）から小型石器が発見された、とされた。
ところが、2000年（平成12年）に旧石器捏造事件が明らかにされた結果、高森遺跡に関しても疑惑が持たれ、日本考古学協会による再調査の結果、同遺跡からの旧石器は捏造と判断された。その結果、宮城県は同遺跡の旧石器時代遺跡としての登録を取り消し、縄文時代以降の遺跡として取り扱われることになった。